# Plataforma continental siberiana
|  |

La plataforma continental siberiana, una de las plataformas costeras del océano Ártico (como la plataforma de hielo Milne), es la mayor plataforma continental de la Tierra, una parte de la plataforma continental de Rusia. Se extiende desde el continente de Eurasia en el área general de Siberia del Norte (de ahí el nombre) hasta el océano Ártico. Se extiende 1.500 kilómetros costa afuera. Es relativamente poco profundo, con una profundidad media de 100 m. Un número de islas están en la plataforma, incluyendo la isla de Wrangel, Nueva Zembla, y las islas de Nueva Siberia.
Está rodeada por el mar de Kara, el mar de Láptev, y el mar de Siberia Oriental, y respectivamente subdividida en la plataforma del mar de Kara, la plataforma del mar de Láptev, y la plataforma de Siberia Oriental. 
Hacia el este se fusiona con la plataforma de Chukotka (del mar de Chukotka) compartida por Eurasia y Alaska (i.e., por Rusia y los Estados Unidos). 
Hacia el oeste se fusiona con la plataforma de Barents del mar de Barents.
También, las islas de Nueva Siberia y la cuenca de rift de Nueva Siberia definen la plataforma de Nueva Siberia. 
Según la división del alto Ártico por la dorsal mediooceánica de Lomonósov en la cuenca euroasiática y la cuenca amerasiana, la plataforma siberiana está dividida en la plataforma euroasiática y la plataforma amerasiana.

## Flora y fauna
La plataforma siberiana es el hábitat de numerosa flora y fauna. Particularmente el oso polar se encuentra en gran parte de la plataforma, incluyendo el mar de Barents y el mar de Chukotka.